# سوته (سقز)
سوته روستایی از توابع بخش سرشیو شهرستان سقز است که در استان کردستان ایران قرار دارد.

## جمعیت
این روستا در دهستان چهل‌چشمه غربی واقع شده و براساس سرشماری سال ۱۳۸۵، جمعیت آن ۱۲۲ نفر (۱۹ خانوار) بوده‌است.